# 山本まさはる
山本 まさはる（やまもと まさはる、本名：山本正晴、1941年 - ）は、日本の漫画家。大阪府出身。夫人は漫画家の矢代まさこ。姉は漫画家の新城さちこ。

## 来歴
1958年、『魔像3号』掲載（日の丸文庫）「遺恨一太刀」にてデビュー。その後、日の丸文庫を中心に多くの作品を発表した。1964年からひばり書房に活動場所を移したが、貸本漫画の衰退と共に徐々に発表作品数が減少、一般漫画誌に転向するも、散発的にしか作品を発表しなくなった。
代表作に『ガン太郎日記』『中村君』シリーズ『探偵屋NO.1』『ゴールデン・ボーイ』（本宮ひろ志との共作）など。

## 単行本シリーズ
- ジュニアシリーズ（全6巻）日の丸文庫
- 山本まさはるシリーズ（全40巻）ひばり書房